# Have a Nice Day (Film)
Have a Nice Day (Originaltitel: 好极了 (Hao ji le); alternativer Festivaltitel: Einen schönen Tag noch) ist ein chinesischer Zeichentrickfilm von Liu Jian aus dem Jahr 2017. Die schwarze Komödie spielt in einer ungenannten chinesischen Stadt, in der eine gestohlene Tasche mit Geld eines lokalen Mafiosos zwischen Menschen aus den unterschiedlichsten Schichten umherwandert und dabei deren jeweiligen Sehnsüchte und Abgründe offenbart. Regisseur Liu Jian zeichnete über drei Jahre hinweg allein an dem Film.
Der Film wurde am 17. Februar 2017 im Wettbewerb der 67. Internationalen Filmfestspiele Berlin uraufgeführt. Kinostart in Deutschland ist am 7. Februar 2019.

## Handlung
Ein Randbezirk einer südchinesischen Großstadt: Der Baustellenfahrer Xiao Zhang nimmt Lao Zhao, dem Kurier des lokalen Mafiabosses Onkel Liu, eine Tasche mit einer Million Yuan (ca. 137.000 Euro) ab. Das Geld soll seiner Verlobten zugutekommen, deren Gesicht bei einer Schönheitsoperation verunstaltet wurde. Xiao Zhang plant mit ihr nach Südkorea zu fliehen. Er lässt den Fluchtwagen und sein Handy zurück und mietet sich ein Zimmer in einem Bahnhofsmotel. Über ein nahes Internetcafé informiert er seine Freundin via Instant-Messaging, kann sie aber nicht erreichen. Als Xiao Zhang in einem Imbiss eine Nudelsuppe mit einem der 100-Yuan-Scheine bezahlt, wird der technisch versierte Ältere Gelbauge mit seiner Freundin auf ihn aufmerksam. Mit Hilfe einer Röntgenbrille erkennt der Erfinder, was sich in der Tasche befindet. Gelbauge und seine Freundin entführen daraufhin Xiao Zhang, um zu erfahren, ob noch mehr bei ihm zu holen ist. Als sie die Stadt mit dem bewusstlosen Xiao Zhang auf dem Autorücksitz verlassen wollen, werden sie geblitzt. Als Gelbauge die Blitzeranlage zerstören will, wird er Opfer eines elektrischen Stromschlags und verliert selbst für längere Zeit das Bewusstsein. Gelbauges Freundin flüchtet zu Fuß mit dem Geld.
Der Mafioso Onkel Liu wird währenddessen von Lao Zhao über das gestohlene Geld in Kenntnis gesetzt. Dieser ist gerade mit der Folterung eines befreundeten Malers beschäftigt, der ihn mit seiner Ehefrau betrogen hat. Onkel Liu setzt daraufhin den Auftragskiller Bohnenstange auf den Fall an. Der stolze und kampfsporterfahrene Bohnenstange, nebenher Schweinefleischverkäufer, kann die Spur Xiao Zhangs durch seine Handy-Verbindungsdaten schnell in das Internetcafé zurückverfolgen. Dort findet er auch Xiao Zhangs verlorene Motelzimmer-Keycard. Über Xiao Zhangs Messaging-Dienst versucht Bohnenstange die Verlobte ins Motel zu locken, wo er auf sie wartet. Die Verlobte lässt aber stattdessen über ihre Mutter ihre Cousine und deren Freund ins Hotel schicken. Die beiden verfügen ebenfalls über Verbindungen zu Onkel Liu und träumen davon, Xiao Zhang das Geld abzunehmen und ein maoistisches Arbeiter- und Bauernleben in der mythisch-unberührten Naturlandschaft von „Shangri-La“ zu führen. Im Motelzimmer werden die beiden aber von Bohnenstange überwältigt.
Xiao Zhang kommt wieder zu sich und fährt mit Gelbauges zurückgelassenem Auto zum Internetcafé. Dort wird er von mehreren jungen Männern mit einer Flasche bewusstlos geschlagen, als er seinen Internetplatz zurückverlangt und auf den Chat zwischen Gelbauge und seiner Verlobten aufmerksam wird. Als er wieder das Bewusstsein erlangt, hastet er ins Motel, wo er auf Bohnenstange trifft. Es gelingt Xiao Zhang, Bohnenstange mit seinem Messer schwer zu verletzen. Auch Gelbauge findet den Weg ins Hotel und kann Onkel Lius Auftragskiller mit Tricks in Schach halten. Als Onkel Liu von Bohnenstange um Hilfe gebeten wird, macht sich dieser mit dem gefolterten Nebenbuhler im Kofferraum und seinem Gehilfen auf den Weg. Währenddessen hat Gelbauges Freundin, die die Stadt verlassen wollte, durch Zufall über ihre Schwester Kontakt zu Lao Zhao bekommen. Der bestohlene Kurier bietet an, sie mit dem Auto mitzunehmen. Als sie über die Geldtasche in Streit geraten, werden Lao Zhao und Gelbauges Freundin in einen schweren Autounfall verwickelt. Die zufällig vorbeikommenden Onkel Liu und sein Helfer werden auf den Unfall aufmerksam. Onkel Liu wird aber vom eintreffenden Gelbauge angefahren und schwer verletzt. Gelbauge hatte heimlich einen Sender an der Halskette seiner Freundin befestigt und sie so orten können. Auch Onkel Lius Helfer wird von Gelbauge erschossen – Gelbauge wird wiederum von dem wütenden und schwerverletzten Bohnenstange überfahren. Der auf dem Rücksitz von Bohnenstanges Auto bewusstlose Xiao Zhang wird durch einsetzenden Regen wach. Der Film endet, als sein Blick auf die geöffnete Tasche mit den roten Yuan-Geldscheinen fällt.

## Rezeption
Der Film schnitt im internationalen Kritikenspiegel der britischen Fachzeitschrift Screen International hinter Aki Kaurismäkis Die andere Seite der Hoffnung am zweitbesten von allen Wettbewerbsfilmen ab (3,3 von vier möglichen Sternen).
Fabian Tietke (die tageszeitung) rezensierte Have a Nice Day als „schräge Mafiakomödie“, die „ohne jeden Zweifel zu den stärkeren Filmen in einem ausgesprochen durchwachsenen Jahrgang des Wettbewerbs“ zähle. Wie bei seinem vorangegangenen Film Citong wo (Piercing I) werfe Liu Jian „[...] einen nüchternen Blick auf die betonierte Urbanität Chinas mit einem düsteren, verschrobenen Humor.“ Die Animation sei von „linearen Zeichnungen bestimmt, die [...] einem unterdessen nahezu global etablierten Stil folgen, bei dem die Linien etwas unsauberer gesetzt sind, was schon unbewegten Bildern Dynamik“ verleihe. Der „Sog der Handlung“ werde Tietke zufolge bisweilen gehemmt, durch die spärliche, nicht lippensynchrone Animation.
Christian Vooren (Der Tagesspiegel) verglich den Film mit Pulp Fiction und sah eine „unterhaltsame Systemkritik made in China“, „voll von kleinen, schwarzhumorigen Anspielungen“. Er bemerkte „detailverliebte Close-ups“ und „bedrückend präzise Industrie-Panoramen“. „Bewegt im Bild sind nur jene Elemente, die von Bedeutung sind – eine Art dramaturgischer Autofokus. Der Himmel: immer grau, die Landschaft: immer öde. Feinste Tristesse.“, so Vooren, dem in Have a Nice Day auch eine Referenz an Liu Jians vorherigen Film Piercing I in Form eines Filmplakats auffiel.
Have a Nice Day sollte ursprünglich im Juni 2017 auf dem Festival d’Animation Annecy gezeigt werden. Die Festivalorganisatoren nahmen den Film aber eigenen Angaben zufolge auf Druck der chinesischen Behörden aus dem Wettbewerb, um „das Filmteam nicht zu gefährden“. Angeblich habe keine Genehmigung seitens der Volksrepublik China vorgelegen, den Film international zu zeigen. Filmproduzent Yang Cheng verteidigte das Werk, gab aber an, dass das Filmteam freiwillig auf eine Präsentation in Annecy verzichtet habe. Die chinesische Filmindustrie solle stolz auf einen Film sein, der „über Sehnsucht und Schicksal von Menschen“ berichte und nichts mit Politik zu tun hätte, so Yang Cheng. Er hoffte, den Film noch im Jahr 2017 in chinesischen Kinos zeigen zu können. Der Film war zuvor im April beim Buenos Aires International Festival of Independent Cinema und im Juni beim Seattle International Film Festival jeweils im Wettbewerb gezeigt worden, aber unprämiert geblieben.

## Auszeichnungen
Have a Nice Day konkurrierte im Wettbewerb der Berlinale um den Goldenen Bären, den Hauptpreis des Filmfestivals, blieb aber unprämiert.